# Powiat Bruntál
Powiat Bruntál (czes. okres Bruntál) – powiat w Czechach, w kraju morawsko-śląskim. Jego siedziba znajduje się w mieście Bruntál (choć najludniejszym miastem jest Karniów). Powierzchnia powiatu wynosi 1536,06 km², zamieszkuje go 98 858 osób (gęstość zaludnienia wynosi 64,36 mieszkańców na 1 km²). Powiat ten liczy 67 miejscowości, w tym 9 miast.
Od 1 stycznia 2003 powiaty nie są już jednostką podziału administracyjnego Czech. Podział na powiaty zachowały jednak sądy, policja i niektóre inne urzędy państwowe. Został on również zachowany dla celów statystycznych.
Historycznie większa część powiatu to teren Śląska (a konkretnie to Górnego Śląska, oprócz miejscowości Heřmanovice, która położona była na Dolnym Śląsku), pozostała to Morawy. W przeszłości w śląskiej części znajdowały się także liczne enklawy morawskie, które administracyjnie już od XIX wieku tworzyły ze Śląskiem Austriackim jeden organizm.

## Gminy powiatu Bruntál
Pogrubioną czcionką wyróżniono miasta:
- Andělská Hora
- Bílčice
- Bohušov
- Brantice
- Bruntál
- Břidličná
- Býkov-Láryšov
- Čaková
- Dětřichov nad Bystřicí
- Dívčí Hrad
- Dlouhá Stráň
- Dolní Moravice
- Dvorce
- Heřmanovice
- Hlinka
- Holčovice
- Horní Benešov
- Horní Město
- Horní Životice
- Hošťálkovy
- Janov
- Jindřichov
- Jiříkov
- Karlova Studánka
- Karlovice
- Krasov
- Krnov
- Křišťanovice
- Leskovec nad Moravicí
- Lichnov
- Liptaň
- Lomnice
- Ludvíkov
- Malá Morávka
- Malá Štáhle
- Město Albrechtice
- Mezina
- Milotice nad Opavou
- Moravskoslezský Kočov
- Nová Pláň
- Nové Heřminovy
- Oborná
- Osoblaha
- Petrovice
- Razová
- Roudno
- Rudná pod Pradědem
- Rusín
- Rýmařov
- Rýžoviště
- Slezské Pavlovice
- Slezské Rudoltice
- Stará Ves
- Staré Heřminovy
- Staré Město
- Světlá Hora
- Svobodné Heřmanice
- Široká Niva
- Třemešná
- Tvrdkov
- Úvalno
- Václavov u Bruntálu
- Valšov
- Velká Štáhle
- Vrbno pod Pradědem
- Vysoká
- Zátor

### Zmiana granic powiatu
- Zlaté Hory – od 1 stycznia 1996 w skład nowo utworzonego powiatu Jeseník, w kraju ołomunieckim
- Huzová – od 1 stycznia 2005 w powiecie Ołomuniec, w kraju ołomunieckim
- Moravský Beroun – od 1 stycznia 2005 w powiecie Ołomuniec, w kraju ołomunieckim
- Norberčany – od 1 stycznia 2005 w powiecie Ołomuniec, w kraju ołomunieckim
- Sosnová – od 1 stycznia 2007 w powiecie Opawa, w kraju morawsko-śląskim

## Struktura powierzchni
Według danych z 31 grudnia 2003 powiat miał obszar 1 657,07 km², w tym:
- użytki rolne – 47,18%, w tym 43,74% gruntów ornych
- inne – 52,82%, w tym 84,69% lasów
- liczba gospodarstw rolnych: 424

## Demografia
Dane z 31 grudnia 2003:
| Opis        | Ogółem  | Kobiety       | Mężczyźni     |
| ----------- | ------- | ------------- | ------------- |
| populacja   | 104 107 | 52 862 50,78% | 51 245 49,22% |
| średni wiek | 37,5    | 39,24         | 36,43         |

- gęstość zaludnienia: 62,83 mieszk./km²
- 68,72% ludności powiatu mieszka w miastach.

## Zatrudnienie
| Mieszkańcy ze stałym zatrudnieniem | 22 308       |
| Średnia pensja miesięczna          | 13 610 koron |
| Bezrobotni                         | 9 940        |
| Stopa bezrobocia                   | 18,18%       |

## Szkolnictwo
W powiecie Bruntál działają:
| Rodzaj szkoły                   | Liczba szkół |
| ------------------------------- | ------------ |
| Przedszkola                     | 60           |
| Szkoły podstawowe               | 44           |
| Gimnazja                        | 5            |
| Szkoły średnie techniczne       | 9            |
| Szkoły średnie ogólnokształcące | 7            |
| Szkoły wyższe                   |              |

## Służba zdrowia
| Lekarze                               | 361 |
| Szpitale                              | 3   |
| Specjalistyczne ośrodki terapeutyczne | 6   |
| Gabinety dentystyczne                 | 48  |
| Apteki                                | 16  |